# Atlantic Council
Der Atlantic Council ist eine Denkfabrik und Public-Policy-Gruppe in Washington, D.C. Ihr Auftrag ist die Förderung der US-Führungsrolle und des Engagements in internationalen Angelegenheiten auf Basis der zentralen Rolle der atlantischen Gemeinschaft bei der Bewältigung der internationalen Herausforderungen des 21. Jahrhunderts.
Der Atlantic Council zeichnet sich laut Lobbypedia durch die Zusammenarbeit von Wirtschaftsführern global agierender Großunternehmen – größtenteils aus den USA – ehemaligen Regierungschefs und Spitzenbeamten auch aus dem militärischen Bereich aus. Bis zu seiner Nominierung am 27. Februar 2013 als US-Verteidigungsminister war Chuck Hagel Vorsitzender. Am 15. Januar 2014 übernahm Jon Huntsman junior den Vorsitz von Brent Scowcroft.

## Ziele
Auf ihrer Website beschreibt die Organisation ihre Ziele wie folgt: Driven by our mission of “shaping the global future together,” the Atlantic Council is a nonpartisan organization that galvanizes US leadership and engagement in the world, in partnership with allies and partners, to shape solutions to global challenges. (Angetrieben von unserer Mission, „die globale Zukunft gemeinsam zu gestalten“, ist der Atlantic Council eine überparteiliche Organisation, die in Partnerschaft mit Verbündeten und Partnern die Führung und das Engagement der USA in der Welt aktiviert, um Lösungen für globale Herausforderungen zu entwickeln.)

## Geschichte
Die Vereinigung wurde 1961 gegründet. Anfangs lag das Hauptaugenmerk auf Wirtschaftsthemen wie der Förderung des Freihandels.
Abgesehen von Veröffentlichungen bestand nach Ansicht von Melvin Small (Wayne State University) gerade in den ersten Jahren nach der Gründung die eigentliche Stärke in den Beziehungen zu einflussreichen Politikern.
Im Februar 2009 trat James L. Jones von seinem Amt als Vorsitzender zurück, um im Kabinett von Präsident Obama als Nationaler Sicherheitsberater zu dienen. Auch Susan Rice verließ den Council und wurde US-Botschafterin bei den Vereinten Nationen; Richard Holbrooke wurde Sondergesandter für Afghanistan und Pakistan, General Eric K. Shinseki wurde Minister und Anne-Marie Slaughter wurde Abteilungsleiterin im State Department.
Im Juli 2019 setzte Russland den Atlantikrat auf die Liste der „unerwünschten“ Organisationen.